# 20×102mm弾
20×102mm弾は20mm口径弾の規格の一つであり、北大西洋条約機構（NATO）ではSTANAG 3585として標準化している。

## 設計
20×102mm弾は、第二次世界大戦中に対戦車ライフル用に開発された15.2×114mm弾を原型とする。これは制式化には至らなかったものの、MG 151の派生型であるT17、イスパノ・スイザ HS.404の派生型であるT18など、大戦中に製作された多くの航空機関砲で採用された。
戦後も、アメリカ陸軍航空軍（USAAF）は新型航空機関砲の弾薬として15.2×114mm弾を好んでいたが、最終的には榴弾を用いることのメリットが上回ると判断された。これを受けて開発されたのが20×102mm弾で、薬莢のネック径を拡大して砲弾の口径を20mmにする一方、弾薬全長を15.2×114mm弾と同程度に抑える必要から、薬莢の長さはわずかに短縮された。

## 弾薬の種類
薬莢は基本的に真鍮製で、形状はリムレス・ボトルネック型である。発射薬は38 g、最大薬室圧力は420 MPaである。
当初、アメリカ空軍で標準的に使われていたのはM50シリーズの普通弾（HE-I）で、高高度での戦闘を想定していることもあって必ずしも空気力学的に洗練された形状ではなく、砲弾重量は約100 gと比較的軽く、砲口速度は1,030 - 1,050 m/sであった。一方、対地攻撃用の砲弾は重量136 gと重く、空気力学的に洗練された形状で、砲口速度は878 m/sであった。また空中戦闘機動用に最適化したものとして、空気力学的に洗練された形状でありつつ重量は78 - 84 gと軽い砲弾（PGU-17/B）も開発されており、砲口速度は1,130 - 1,160 m/sであった。
1980年代後半以降、M50シリーズの普通弾はより多用途性に優れたPGU-28/B SAPHEI弾により代替されていった。砲弾重量は100 g、砲口速度は1,052 m/sであった。
ファランクスCIWSでは、艦の近くまで迫った目標を確実に撃破するためにAPDSが用いられており、アメリカ海軍では当初は劣化ウラン弾が採用されていた。一方、自衛隊では放射性物質の使用を避けて当初はM51普通弾を使用していたが、阻止能力の不足が問題となり、技術研究本部がニッケル・クロム・タングステン合金を弾芯に使用するAPDSを開発した。またアメリカ海軍でも、1989年から1990年にかけて同様のタングステンAPDSに切り替えた。

## 採用火器
- アメリカ合衆国
  - ポンティアック M39
  - GE M61 バルカン
    - GE M197
- フランス
  - GIAT M621（英語版）